# هرمافروديتس
في الأساطير الإغريقية، هرمافروديتس (بالإغريقية: Ἑρμαφρόδιτος، /hərˌmæfrəˈdaɪtəs/ ) كان ابن أفروديت وهرمس. يروي أوفيد أنه حين وُلد كان صبيًّا جميلًا جدًّا عشقته سالماسيس الناياد ودعَت أن يتّحدا اتّحادًا أبديًّا. استجاب إلهٌ لدعائها فأدمج شكليهما في شكل واحد وحولهما إلى شكل زنمرد. اسم هرمافروديتس منحوت من اسمي أبويه: هرمس وأفروديت. كان هرمافروديتس واحدًا من الإروت (آلهة الحب والجِماع).
لما كان هرمافروديتس ابن هرمس، أي حفيد أطلس، كان يُسمّى أحيانًا أطلنتيادس (بالإغريقية: Ατλαντιάδης). وكان أبو هرمافروديتس هرمس يسمى أيضًا أطلنتيادس لأن أمه مايا كانت ابنة أطلس.
اسم هرمافروديتس هو أصل كلمة هرمافروديت الإنكليزية، وتعني: الخنثى.

## الرمزية
لطالما كان هرمافروديتس ابن أفروديت وهرمس (فينوس وميركوري) ذا الجنسَين رمزًا للخنوثة، وكان يصور في الفن الإغريقي الروماني شخصية مؤنثة لها عضو ذكري.
توحي رواية ثيوفراستوس برابط بين هرمافروديتس ومؤسسة الزواج. يدل هذا على الإشارة إلى اليوم الرابع في الشهر على أنه أفضل الأيام حظًّا للتزوّج. يبدو أن ربط هرمافروديتس بالزواج كان أنه بتجسيد القيم المذكرة والمؤنثة، كان رمزًا لاجتماع الرجال والنساء في اتحاد مقدس. ومما يربط هرمافروديس بالأعراس أيضًا دورُ أبويه في تبريك العرائس.
اسم هرمافروديتس منحوت من اسمي أبويه: هرمس وأفروديت. هؤلاء الآلهة الثلاثة كلهم معدودون في الآلهة الشهوانية الخصبة، وكلهم لهم ميول جنسية واضحة. يسمى هرمافروديتس أحيانًا أفروديتس. كان الإله القضيبي بريابس ابن هرمس في بعض الروايات، وهو إله شهوة إيروس وأفروديت الشاب.

## الأساطير
يروي أوفيد أن هرمافروديتس غذته النايادات في كهوف جبل إيدا، وهو جبل مقدس في فريغيا. عندما بلغ خمسة عشر عامًا، ملّ الأشياء المحيطة به وسافر إلى مدينتي ليقيا وكاريا. وفي غابات كاريا قرب هاليكارناسوس (بودروم) التقى الحورية سالمالسيس في مسبحها. غلبتها شهوتها للصبي الذي كان فائق الجمال ولكنه لم يزل صغيرًا، فحاولت إغراءه ولكنه رفض. وعندما ظن أنها رحلت، خلع هرمافروديتس ثيابه ودخل في مياه المسبح الفارغ. ظهرت سالماسيس من خلف شجرة وقفزت في الحوض. لفّت جسمها حول الصبي، وجعلت تقبله وتلمس صدره بالإكراه. ولما كان يصارعها، دعت الآلهة ألّا تفرّقها عنه. أُوتيَت سؤلها، وأُدمِج جسماهما في شكل واحد، وكان «مخلوقًا مثنّى الجنس». دعا هرمافروديتس إلى هرمس وأفروديت أن يحلّ بكل من يستحم في هذا الحوض مثل ما حلّ به، وتحقق مراده. يقول كارولي كيرينيي: «شكل القصة هذا حتمًا ليس قديمًا». قارن كارولي هذه القصة بقصة المراهق الذكر الجميل (الإفيب) التي ظهرت في نارسيسوس وهياكينثس الذين ارتبطت بهما عبادة البطل، وفي هيمانايوس.
ذكر ديودور الصقلي في كتابه مكتبة التاريخ أن بعض المؤرخين يقول إن هرمافروديتس إله وأنه يظهر بين البشر في أوقات محددة، ولكن آخرين يقولون إن المخلوقات مثناة الجنس مسوخ لا تظهر في العالم إلا نادرًا، وإن لها القدرة على استشراف المستقبل، سواء في الشر والخير.

## العبادة

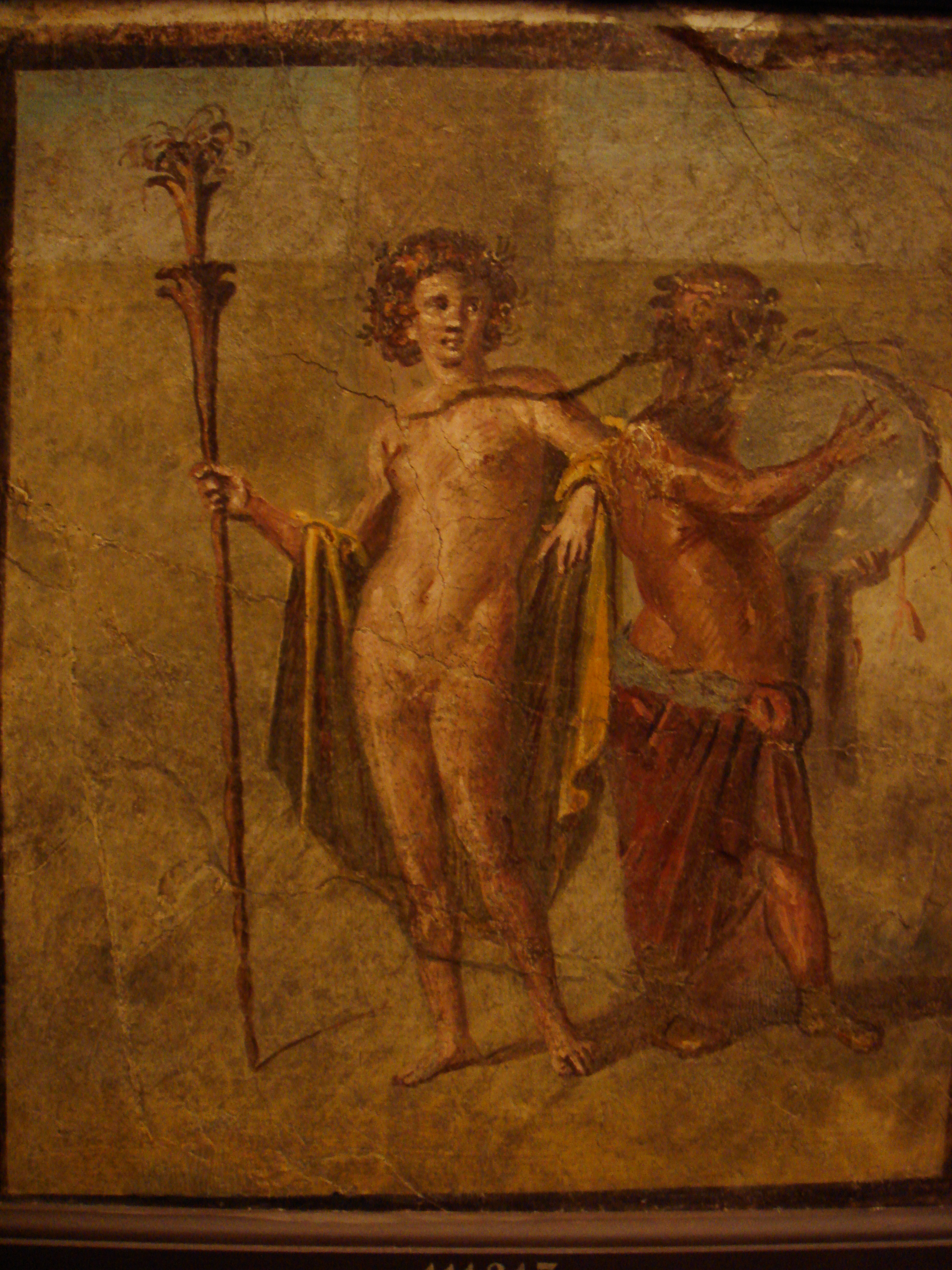
Hermaphroditus and Silenus. Ancient Roman fresco (45-79 d.C.) from Pompeii, Italy

أقدم آثار العبادة في البلدان الإغريقية موجودة في قبرص. وهناك، حسب ما روى ماكروبيوس كان تمثالًا لأفروديت مذكر، سماه أريستوفانس أفروديتس. حدد فيلوخوروس في كتابه أثيس هذا الإله أكثر، الذي كان الرجال والنساء عند تقريب القرابين له يتبادلون الثياب، وجعله إله القمر. وجدت لوحة طينية نضيجة من القرن السابع قبل الميلاد في بيراكورا تصور أفروديتس، وهو ما يدل على أن عبادته كانت عبادة إغريقية قديمة.
نشأ تأليه الكائنات المخنثة وعبادتها من الأديان الشرقية، إذ تعبر فيها الطبيعة المخنثة على الكائن الأول الذي يكون فيه الجنسان متّحدين. هذا الجنس المزدوج المنسوب إلى ديونيسيوس وبريابوس –اتحاد مبدأي التكاثر والإدراك– يدل على قوى خصب وإنتاج عالية.